# Danh sách Cựu Bộ trưởng ngành Công Thương
Danh sách Cựu Bộ trưởng ngành Công Thương (Việt Nam) bao gồm danh sách các vị Bộ trưởng của các Bộ thuộc ngành Công Thương Việt Nam qua các thời kỳ của Chính quyền Việt Nam Dân chủ Cộng hòa, Cộng hòa miền Nam Việt Nam và Cộng hòa Xã hội Chủ nghĩa Việt Nam từ ngày 2 tháng 9 năm 1945 đến nay; bao gồm các Bộ Kinh tế, Công nghiệp, Thương mại, Công thương qua các thời kỳ.

## Bộ Kinh tế (1945-1951) và Bộ Công thương (1951-1955)
| 2/9/1945            | 1/1/1946            | 2/3/1946      | 3/11/1946            | tháng 7/1947 | 14/5/1951      | 20/9/1955      |
| Bộ Kinh tế quốc gia | Bộ Quốc dân Kinh tế | Bộ Kinh tế    | Bộ Kinh tế           | Bộ Kinh tế   | Bộ Công Thương | Bộ Công Thương |
| Nguyễn Mạnh Hà      | Nguyễn Tường Long   | Chu Bá Phượng | Ngô Tấn Nhơn (quyền) | Phan Anh     | Phan Anh       | Phan Anh       |

Giai đoạn sau này Bộ Công thương được chia tách thành nhiều Bộ khác nhau, rồi sau đó lại sáp nhập nhiều lần.
Năm 1955, Bộ Công thương tách ra thành Bộ Công nghiệp và Bộ Thương nghiệp.

## Bộ Công nghiệp và các Bộ liên quan
Năm 1955, Bộ Công thương tách ra thành Bộ Công nghiệp và Bộ Thương nghiệp

### Bộ Công nghiệp (1955-1960)
| STT                                                                              | Họ và tên     | Chân dung | Nhiệm kỳ            | Nhiệm kỳ | Chức vụ                  | Ghi chú |
| STT                                                                              | Họ và tên     | Chân dung | Bắt đầu             | Kết thúc | Chức vụ                  | Ghi chú |
| -------------------------------------------------------------------------------- | ------------- | --------- | ------------------- | -------- | ------------------------ | ------- |
| Bộ Công nghiệp (1955-1960)                                                       |               |           |                     |          |                          |         |
| 1                                                                                | Lê Thanh Nghị |           | 20 tháng 9 năm 1955 | 1960     | Bộ trưởng Bộ Công nghiệp |         |
| Năm 1960, Bộ Công nghiệp tách ra thành Bộ Công nghiệp nhẹ và Bộ Công nghiệp nặng |               |           |                     |          |                          |         |

#### Bộ Công nghiệp nhẹ (1960-1995)
| STT                                                                                                 | Họ và tên     | Chân dung | Nhiệm kỳ            | Nhiệm kỳ             | Chức vụ                      | Ghi chú |
| STT                                                                                                 | Họ và tên     | Chân dung | Bắt đầu             | Kết thúc             | Chức vụ                      | Ghi chú |
| --------------------------------------------------------------------------------------------------- | ------------- | --------- | ------------------- | -------------------- | ---------------------------- | ------- |
| Bộ Công nghiệp nhẹ (1960-1995)                                                                      |               |           |                     |                      |                              |         |
| 1                                                                                                   | Kha Vạng Cân  |           | 1960                | 1975                 | Bộ trưởng Bộ Công nghiệp nhẹ |         |
| 2                                                                                                   | Vũ Tuân       |           | 1975                | Tháng 2 năm 1977     | Bộ trưởng Bộ Công nghiệp nhẹ |         |
| 3                                                                                                   | Trần Hữu Dư   |           | 1977                | 1982                 | Bộ trưởng Bộ Công nghiệp nhẹ |         |
| 4                                                                                                   | Nguyễn Chí Vu |           | 1982                | 1877                 | Bộ trưởng Bộ Công nghiệp nhẹ |         |
| 5                                                                                                   | Vũ Tuân       |           | 16 tháng 2 năm 1987 | 20 tháng 2 năm 1990  | Bộ trưởng Bộ Công nghiệp nhẹ |         |
| 6                                                                                                   | Đặng Vũ Chư   |           | 20 tháng 2 năm 1990 | 21 tháng 10 năm 1995 | Bộ trưởng Bộ Công nghiệp nhẹ |         |
| Năm 1995, Bộ Công nghiệp nhẹ sáp nhập với Bộ Công nghiệp nặng và Bộ Năng lượng thành Bộ Công nghiệp |               |           |                     |                      |                              |         |

#### Bộ Công nghiệp nặng (1960-1969)
| STT                                                                                    | Họ và tên       | Chân dung | Nhiệm kỳ             | Nhiệm kỳ             | Chức vụ                       | Ghi chú |
| STT                                                                                    | Họ và tên       | Chân dung | Bắt đầu              | Kết thúc             | Chức vụ                       | Ghi chú |
| -------------------------------------------------------------------------------------- | --------------- | --------- | -------------------- | -------------------- | ----------------------------- | ------- |
| Bộ Công nghiệp nặng (1960-1969)                                                        |                 |           |                      |                      |                               |         |
| 1                                                                                      | Nguyễn Văn Trân |           | 26 tháng 7 năm 1960  | 22 tháng 2 năm 1967  | Bộ trưởng Bộ Công nghiệp nặng |         |
| 2                                                                                      | Lê Thanh Nghị   |           | 22 tháng 2 năm 1967  | 30 tháng 10 năm 1967 | Bộ trưởng Bộ Công nghiệp nặng |         |
| 3                                                                                      | Nguyễn Hữu Mai  |           | 30 tháng 10 năm 1967 | Tháng 12 năm 1969    | Bộ trưởng Bộ Công nghiệp nặng |         |
| Năm 1969, Bộ Công nghiệp nặng tách ra thành Bộ Điện và Than, và Bộ Cơ khí và Luyện kim |                 |           |                      |                      |                               |         |

## Bộ Thương nghiệp và các Bộ liên quan
Năm 1955, Bộ Công thương tách ra thành Bộ Công nghiệp và Bộ Thương nghiệp

### Bộ Thương nghiệp (1955-1958)
| STT                                                                       | Họ và tên | Chân dung | Nhiệm kỳ            | Nhiệm kỳ         | Chức vụ                    | Ghi chú |
| STT                                                                       | Họ và tên | Chân dung | Bắt đầu             | Kết thúc         | Chức vụ                    | Ghi chú |
| ------------------------------------------------------------------------- | --------- | --------- | ------------------- | ---------------- | -------------------------- | ------- |
| Bộ Thương nghiệp (1955-1958)                                              |           |           |                     |                  |                            |         |
| 1                                                                         | Phan Anh  |           | 20 tháng 9 năm 1955 | Tháng 4 năm 1958 | Bộ trưởng Bộ Thương nghiệp |         |
| Năm 1958, Bộ Thương nghiệp tách ra thành Bộ Nội thương và Bộ Ngoại thương |           |           |                     |                  |                            |         |

#### Bộ Nội thương (1958-1990)
| STT                                                                                           | Họ và tên         | Chân dung            | Nhiệm kỳ             | Nhiệm kỳ                | Chức vụ                       | Ghi chú |
| STT                                                                                           | Họ và tên         | Chân dung            | Bắt đầu              | Kết thúc                | Chức vụ                       | Ghi chú |
| --------------------------------------------------------------------------------------------- | ----------------- | -------------------- | -------------------- | ----------------------- | ----------------------------- | ------- |
| Bộ Nội thương (1958-1990)                                                                     |                   |                      |                      |                         |                               |         |
| 1                                                                                             | Đỗ Mười           |                      | Tháng 3 năm 1958     | Tháng 1 năm 1961        | Bộ trưởng Bộ Nội thương       |         |
| -                                                                                             | Nguyễn Thanh Bình |                      | Tháng 2 năm 1961     | 7 tháng 1 năm 1963      | Quyền Bộ trưởng Bộ Nội thương |         |
| 2                                                                                             | Nguyễn Thanh Bình | 7 tháng 1 năm 1963   | 3 tháng 11 năm 1966  | Bộ trưởng Bộ Nội thương |                               |         |
| -                                                                                             | Hoàng Quốc Thịnh  |                      | 3 tháng 11 năm 1966  | 30 tháng 10 năm 1967    | Quyền Bộ trưởng Bộ Nội thương |         |
| 3                                                                                             | Hoàng Quốc Thịnh  | 30 tháng 10 năm 1967 | 22 tháng 11 năm 1977 | Bộ trưởng Bộ Nội thương |                               |         |
| 4                                                                                             | Trần Văn Hiển     |                      | 22 tháng 11 năm 1977 | 22 tháng 1 năm 1981     | Bộ trưởng Bộ Nội thương       |         |
| 5                                                                                             | Trần Phương       |                      | 22 tháng 1 năm 1981  | 23 tháng 4 năm 1982     | Bộ trưởng Bộ Nội thương       |         |
| 6                                                                                             | Lê Đức Thịnh      |                      | 23 tháng 4 năm 1982  | 21 tháng 6 năm 1986     | Bộ trưởng Bộ Nội thương       |         |
| 7                                                                                             | Hoàng Minh Thắng  |                      | 21 tháng 6 năm 1986  | 1990                    | Bộ trưởng Bộ Nội thương       |         |
| Năm 1990, Bộ Nội thương sáp nhập với Bộ Kinh tế Đối ngoại và Bộ Vật tư thành Bộ Thương nghiệp |                   |                      |                      |                         |                               |         |

#### Bộ Ngoại thương (1958-1988)
Năm 1987, Ủy ban Kinh tế Đối ngoại thành lập, tồn tại song song với Bộ Ngoại thương
| STT                                                                                       | Họ và tên      | Chân dung | Nhiệm kỳ            | Nhiệm kỳ            | Chức vụ                            | Ghi chú |
| STT                                                                                       | Họ và tên      | Chân dung | Bắt đầu             | Kết thúc            | Chức vụ                            | Ghi chú |
| ----------------------------------------------------------------------------------------- | -------------- | --------- | ------------------- | ------------------- | ---------------------------------- | ------- |
| Bộ Ngoại thương (1958-1988)                                                               |                |           |                     |                     |                                    |         |
| 1                                                                                         | Phan Anh       |           | Tháng 4 năm 1958    | Tháng 7 năm 1976    | Bộ trưởng Bộ Ngoại thương          |         |
| 2                                                                                         | Đặng Việt Châu |           | Tháng 7 năm 1976    | 7 tháng 2 năm 1980  | Bộ trưởng Bộ Ngoại thương          |         |
| 3                                                                                         | Lê Khắc        |           | 7 tháng 2 năm 1980  | 21 tháng 6 năm 1986 | Bộ trưởng Bộ Ngoại thương          |         |
| 4                                                                                         | Đoàn Duy Thành |           | 21 tháng 6 năm 1986 | 10 tháng 5 năm 1988 | Bộ trưởng Bộ Ngoại thương          |         |
| Ủy ban Kinh tế Đối ngoại (1987-1988)                                                      |                |           |                     |                     |                                    |         |
| 1                                                                                         | Võ Đông Giang  |           | 1987                | 1988                | Chủ nhiệm Ủy ban Kinh tế Đối ngoại |         |
| Năm 1988, Bộ Ngoại thương và Ủy ban Kinh tế đối ngoại sáp nhập thành Bộ Kinh tế Đối ngoại |                |           |                     |                     |                                    |         |

#### Bộ Kinh tế Đối ngoại (1988-1990)
Năm 1988, Bộ Ngoại thương và Ủy ban Kinh tế đối ngoại sáp nhập thành Bộ Kinh tế Đối ngoại
| STT                                                                                           | Họ và tên      | Chân dung | Nhiệm kỳ            | Nhiệm kỳ            | Chức vụ                        | Ghi chú |
| STT                                                                                           | Họ và tên      | Chân dung | Bắt đầu             | Kết thúc            | Chức vụ                        | Ghi chú |
| --------------------------------------------------------------------------------------------- | -------------- | --------- | ------------------- | ------------------- | ------------------------------ | ------- |
| Bộ Kinh tế Đối ngoại (1988-1990)                                                              |                |           |                     |                     |                                |         |
| 1                                                                                             | Đoàn Duy Thành |           | 10 tháng 5 năm 1988 | 31 tháng 3 năm 1990 | Bộ trưởng Bộ Kinh tế Đối ngoại |         |
| Năm 1990, Bộ Kinh tế Đối ngoại sáp nhập với Bộ Nội thương và Bộ Vật tư thành Bộ Thương nghiệp |                |           |                     |                     |                                |         |

## Bộ Điện và Than, Bộ Cơ khí và Luyện kim và các Bộ liên quan
Năm 1969, Bộ Điện và Than và Bộ Cơ khí và Luyện kim tách ra từ Bộ Công nghiệp nặng.

### Bộ Điện và Than (1969-1981)
Năm 1969, Bộ Điện và Than tách ra từ Bộ Công nghiệp nặng
| STT                                                                | Họ và tên      | Chân dung | Nhiệm kỳ            | Nhiệm kỳ                  | Chức vụ                         | Ghi chú |
| STT                                                                | Họ và tên      | Chân dung | Bắt đầu             | Kết thúc                  | Chức vụ                         | Ghi chú |
| ------------------------------------------------------------------ | -------------- | --------- | ------------------- | ------------------------- | ------------------------------- | ------- |
| Bộ Điện và Than (1969-1981)                                        |                |           |                     |                           |                                 |         |
| 1                                                                  | Nguyễn Hữu Mai |           | 11 tháng 8 năm 1969 | 26 tháng 4 năm 1974       | Bộ trưởng Bộ Điện và Than       |         |
| -                                                                  | Nguyễn Chấn    |           | 26 tháng 4 năm 1974 | 1975                      | Quyền Bộ trưởng Bộ Điện và Than |         |
| 2                                                                  | Nguyễn Chấn    | 1975      | 22 tháng 1 năm 1981 | Bộ trưởng Bộ Điện và Than |                                 |         |
| Năm 1981, Bộ Điện và Than tách ra thành Bộ Điện lực, Bộ Mỏ và Than |                |           |                     |                           |                                 |         |

#### Bộ Điện lực (1981-1987)
| STT                                                                 | Họ và tên | Chân dung | Nhiệm kỳ         | Nhiệm kỳ         | Chức vụ               | Ghi chú |
| STT                                                                 | Họ và tên | Chân dung | Bắt đầu          | Kết thúc         | Chức vụ               | Ghi chú |
| ------------------------------------------------------------------- | --------- | --------- | ---------------- | ---------------- | --------------------- | ------- |
| Bộ Điện lực (1981-1987)                                             |           |           |                  |                  |                       |         |
| 1                                                                   | Phạm Khai |           | Tháng 1 năm 1982 | Tháng 2 năm 1987 | Bộ trưởng Bộ Điện lực |         |
| Năm 1987, Bộ Điện lực và Bộ Mỏ và Than hợp nhất thành Bộ Năng lượng |           |           |                  |                  |                       |         |

#### Bộ Mỏ và Than (1981-1987)
| STT                                                                 | Họ và tên   | Chân dung | Nhiệm kỳ             | Nhiệm kỳ            | Chức vụ                 | Ghi chú |
| STT                                                                 | Họ và tên   | Chân dung | Bắt đầu              | Kết thúc            | Chức vụ                 | Ghi chú |
| ------------------------------------------------------------------- | ----------- | --------- | -------------------- | ------------------- | ----------------------- | ------- |
| Bộ Mỏ và Than (1981-1987)                                           |             |           |                      |                     |                         |         |
| 1                                                                   | Nguyễn Chân |           | 22 tháng 11 năm 1981 | 30 tháng 6 năm 1986 | Bộ trưởng Bộ Mỏ và Than |         |
| Năm 1987, Bộ Điện lực và Bộ Mỏ và Than hợp nhất thành Bộ Năng lượng |             |           |                      |                     |                         |         |

### Bộ Năng lượng (1987-1995)
| STT                                                                                              | Họ và tên     | Chân dung | Nhiệm kỳ            | Nhiệm kỳ             | Chức vụ                    | Ghi chú |
| STT                                                                                              | Họ và tên     | Chân dung | Bắt đầu             | Kết thúc             | Chức vụ                    | Ghi chú |
| ------------------------------------------------------------------------------------------------ | ------------- | --------- | ------------------- | -------------------- | -------------------------- | ------- |
| Bộ Năng lượng (1987-1995)                                                                        |               |           |                     |                      |                            |         |
| 1                                                                                                | Vũ Ngọc Hải   |           | 22 tháng 2 năm 1987 | 13 tháng 9 năm 1992  |                            |         |
| 2                                                                                                | Thái Phụng Nê |           | 13 tháng 9 năm 1992 | 21 tháng 10 năm 1995 | Bộ trưởng Bộ Thương nghiệp |         |
| Năm 1995, Bộ Năng lượng, Bộ Công nghiệp nặng và Bộ Công nghiệp nhẹ hợp nhất thành Bộ Công nghiệp |               |           |                     |                      |                            |         |

### Bộ Cơ khí và Luyện kim (1969-1990)
Năm 1969, Bộ Cơ khí và Luyện kim tách ra từ Bộ Công nghiệp nặng
| STT                                                                | Họ và tên       | Chân dung | Nhiệm kỳ             | Nhiệm kỳ             | Chức vụ                          | Ghi chú |
| STT                                                                | Họ và tên       | Chân dung | Bắt đầu              | Kết thúc             | Chức vụ                          | Ghi chú |
| ------------------------------------------------------------------ | --------------- | --------- | -------------------- | -------------------- | -------------------------------- | ------- |
| Bộ Cơ khí và Luyện kim (1969-1990)                                 |                 |           |                      |                      |                                  |         |
| 1                                                                  | Đinh Đức Thiện  |           | 1969                 | 28 tháng 3 năm 1974  | Bộ trưởng Bộ Cơ khí và Luyện kim |         |
| 2                                                                  | Nguyễn Côn      |           | 28 tháng 3 năm 1974  | 22 tháng 11 năm 1977 | Bộ trưởng Bộ Cơ khí và Luyện kim |         |
| 3                                                                  | Nguyễn Văn Kha  |           | 23 tháng 11 năm 1977 | 16 tháng 2 năm 1987  | Bộ trưởng Bộ Cơ khí và Luyện kim |         |
| 4                                                                  | Phan Thanh Liêm |           | 16 tháng 2 năm 1987  | 20 tháng 2 năm 1990  | Bộ trưởng Bộ Cơ khí và Luyện kim |         |
| 5                                                                  | Trần Lum        |           | 1990                 | 1990                 | Bộ trưởng Bộ Cơ khí và Luyện kim |         |
| Năm 1990, Bộ Cơ khí và Luyện kim đổi tên thành Bộ Công nghiệp nặng |                 |           |                      |                      |                                  |         |

### Bộ Công nghiệp nặng (1990-1995)
| STT                                                                                              | Họ và tên | Chân dung | Nhiệm kỳ | Nhiệm kỳ | Chức vụ                       | Ghi chú |
| STT                                                                                              | Họ và tên | Chân dung | Bắt đầu  | Kết thúc | Chức vụ                       | Ghi chú |
| ------------------------------------------------------------------------------------------------ | --------- | --------- | -------- | -------- | ----------------------------- | ------- |
| Bộ Công nghiệp nặng (1990-1995)                                                                  |           |           |          |          |                               |         |
| 1                                                                                                | Trần Lum  |           | 1990     | 1995     | Bộ trưởng Bộ Công nghiệp nặng |         |
| Năm 1995, Bộ Công nghiệp nặng, Bộ Năng lượng và Bộ Công nghiệp nhẹ hợp nhất thành Bộ Công nghiệp |           |           |          |          |                               |         |

## Các Bộ khác

### Bộ Thủy lợi và Điện lực (1960-1964)
Năm 1960, Bộ Thủy lợi và Điện lực được thành lập
| STT | Họ và tên        | Chân dung | Nhiệm kỳ           | Nhiệm kỳ           | Chức vụ                           | Ghi chú |
| STT | Họ và tên        | Chân dung | Bắt đầu            | Kết thúc           | Chức vụ                           | Ghi chú |
| --- | ---------------- | --------- | ------------------ | ------------------ | --------------------------------- | ------- |
| Bộ Thủy lợi và Điện lực (1960-1964) |                  |           |                    |                    |                                   |         |
| 1 | Dương Quốc Chính |           | Tháng 7 năm 1960   | 7 tháng 1 năm 1963 | Bộ trưởng Bộ Thủy lợi và Điện lực |         |
| 2 | Hà Kế Tấn        |           | 7 tháng 1 năm 1963 | 1964               | Bộ trưởng Bộ Thủy lợi và Điện lực |         |
| Năm 1964, ngành điện lực trong Bộ Thủy Lợi và Điện lực tách ra nhập vào Bộ Công nghiệp nặng, chỉ còn Bộ Thủy lợi (ngành thủy lợi hiện trực thuộc Bộ Nông nghiệp và Phát triển Nông thôn) |                  |           |                    |                    |                                   |         |

### Bộ Lượng thực và Thực phẩm (1969-1981)
Năm 1969, Bộ Lương thực và Thực phẩm được thành lập trên cơ sở hợp nhất Tổng cục Lương thực với Ngành công nghiệp chế biến thực phẩm tách từ Bộ Công nghiệp nhẹ ra
| STT                                                                                       | Họ và tên     | Chân dung | Nhiệm kỳ            | Nhiệm kỳ            | Chức vụ                              | Ghi chú |
| STT                                                                                       | Họ và tên     | Chân dung | Bắt đầu             | Kết thúc            | Chức vụ                              | Ghi chú |
| ----------------------------------------------------------------------------------------- | ------------- | --------- | ------------------- | ------------------- | ------------------------------------ | ------- |
| Bộ Lượng thực và Thực phẩm (1969-1981)                                                    |               |           |                     |                     |                                      |         |
| 1                                                                                         | Ngô Minh Loan |           | 11 tháng 8 năm 1969 | 23 tháng 4 năm 1979 | Bộ trưởng Bộ Lương thực và Thực phẩm |         |
| 2                                                                                         | Hồ Viết Thắng |           | 23 tháng 4 năm 1979 | 22 tháng 1 năm 1981 | Bộ trưởng Bộ Lương thực và Thực phẩm |         |
| Năm 1981, Bộ Lương thực và Thực phẩm chia thành Bộ Công nghiệp Thực phẩm và Bộ Lương thực |               |           |                     |                     |                                      |         |

#### Bộ Lương thực (1981-1987)
| STT | Họ và tên | Chân dung | Nhiệm kỳ            | Nhiệm kỳ         | Chức vụ                | Ghi chú |
| STT | Họ và tên | Chân dung | Bắt đầu             | Kết thúc         | Chức vụ                | Ghi chú |
| --- | --------- | --------- | ------------------- | ---------------- | ---------------------- | ------- |
| Bộ Lương thực (1981-1987) |           |           |                     |                  |                        |         |
| 1 | Vũ Tuân   |           | 22 tháng 1 năm 1981 | Tháng 6 năm 1982 | Bộ trưởng Bộ Thực phẩm |         |
| Năm 1987, Bộ Công nghiệp Thực phẩm và Bộ Lương thực sáp nhập với Bộ Nông nghiệp thành Bộ Nông nghiệp và Công nghiệp Thực phẩm (nay là Bộ Nông nghiệp và Phát triển nông thôn) |           |           |                     |                  |                        |         |

#### Bộ Công nghiệp Thực phẩm (1981-1987)
| STT | Họ và tên        | Chân dung | Nhiệm kỳ            | Nhiệm kỳ            | Chức vụ                            | Ghi chú |
| STT | Họ và tên        | Chân dung | Bắt đầu             | Kết thúc            | Chức vụ                            | Ghi chú |
| --- | ---------------- | --------- | ------------------- | ------------------- | ---------------------------------- | ------- |
| Bộ Công nghiệp Thực phẩm (1981-1987) |                  |           |                     |                     |                                    |         |
| 1 | La Lâm Gia       |           | 22 tháng 1 năm 1981 | 24 tháng 1 năm 1984 | Bộ trưởng Bộ Công nghiệp Thực phẩm |         |
| 2 | Nguyễn Văn Chính |           | 24 tháng 1 năm 1984 | 16 tháng 2 năm 1987 | Bộ trưởng Bộ Công nghiệp Thực phẩm |         |
| Năm 1987, Bộ Công nghiệp Thực phẩm và Bộ Lương thực sáp nhập với Bộ Nông nghiệp thành Bộ Nông nghiệp và Công nghiệp Thực phẩm (nay là Bộ Nông nghiệp và Phát triển nông thôn) |                  |           |                     |                     |                                    |         |

### Bộ Vật tư (1969-1990)
Năm 1969, Bộ Vật tư được thành lập trên cơ sở Tổng cục Vật tư
| STT                                                                                           | Họ và tên       | Chân dung | Nhiệm kỳ            | Nhiệm kỳ            | Chức vụ             | Ghi chú |
| STT                                                                                           | Họ và tên       | Chân dung | Bắt đầu             | Kết thúc            | Chức vụ             | Ghi chú |
| --------------------------------------------------------------------------------------------- | --------------- | --------- | ------------------- | ------------------- | ------------------- | ------- |
| Bộ Vật tư (1969-1990)                                                                         |                 |           |                     |                     |                     |         |
| 1                                                                                             | Trần Danh Tuyên |           | 1969                | 1976                | Bộ trưởng Bộ Vật tư |         |
| 2                                                                                             | Trần Sâm        |           | 1976                | 23 tháng 4 năm 1982 | Bộ trưởng Bộ Vật tư |         |
| 3                                                                                             | Hoàng Đức Nghi  |           | 23 tháng 4 năm 1982 | 31 tháng 3 năm 1990 | Bộ trưởng Bộ Vật tư |         |
| Năm 1990, Bộ Vật tư sáp nhập với Bộ Kinh tế đối ngoại và Bộ Nội thương thành Bộ Thương nghiệp |                 |           |                     |                     |                     |         |

### Bộ Kinh tế Tài chính Cộng hòa Miền Nam (1969-1976)
Chính phủ Cách mạng Lâm thời Cộng hòa miền Nam Việt Nam thành lập năm 1969 và hợp nhất với Việt Nam Dân chủ Cộng hòa năm 1976
| STT                                                | Họ và tên     | Chân dung        | Nhiệm kỳ | Nhiệm kỳ                                                  | Chức vụ                                                         | Ghi chú |
| STT                                                | Họ và tên     | Chân dung        | Bắt đầu  | Kết thúc                                                  | Chức vụ                                                         | Ghi chú |
| -------------------------------------------------- | ------------- | ---------------- | -------- | --------------------------------------------------------- | --------------------------------------------------------------- | ------- |
| Bộ Kinh tế Tài chính Cộng hòa Miền Nam (1969-1976) |               |                  |          |                                                           |                                                                 |         |
| 1                                                  | Cao Văn Bổn   |                  | 1969     | 1971                                                      | Bộ trưởng Bộ Kinh tế Tài chính Cộng hòa Miền Nam Việt Nam       |         |
| -                                                  | Dương Kỳ Hiệp |                  | 1971     | Tháng 4 năm 1975                                          | Quyền Bộ trưởng Bộ Kinh tế Tài chính Cộng hòa Miền Nam Việt Nam |         |
| 2                                                  | Dương Kỳ Hiệp | Tháng 4 năm 1975 | 1976     | Bộ trưởng Bộ Kinh tế Tài chính Cộng hòa Miền Nam Việt Nam |                                                                 |         |

## Bộ Thương nghiệp sau này và Bộ Thương mại

### Bộ Thương nghiệp (1990-1991)
Năm 1990, Bộ Kinh tế Đối ngoại, Bộ Nội thương và Bộ Vật tư hợp nhất thành Bộ Thương nghiệp 
| STT                          | Họ và tên        | Chân dung | Nhiệm kỳ         | Nhiệm kỳ         | Chức vụ                    | Ghi chú |
| STT                          | Họ và tên        | Chân dung | Bắt đầu          | Kết thúc         | Chức vụ                    | Ghi chú |
| ---------------------------- | ---------------- | --------- | ---------------- | ---------------- | -------------------------- | ------- |
| Bộ Thương nghiệp (1990-1991) |                  |           |                  |                  |                            |         |
| 1                            | Hoàng Minh Thắng |           | Tháng 3 năm 1990 | Tháng 8 năm 1991 | Bộ trưởng Bộ Thương nghiệp |         |

### Bộ Thương mại và Du lịch (1991-1992)
Năm 1991, Bộ Thương nghiệp đổi tên thành Bộ Thương mại và Du lịch
| STT                                  | Họ và tên    | Chân dung | Nhiệm kỳ         | Nhiệm kỳ | Chức vụ                            | Ghi chú |
| STT                                  | Họ và tên    | Chân dung | Bắt đầu          | Kết thúc | Chức vụ                            | Ghi chú |
| ------------------------------------ | ------------ | --------- | ---------------- | -------- | ---------------------------------- | ------- |
| Bộ Thương mại và Du lịch (1991-1992) |              |           |                  |          |                                    |         |
| 1                                    | Lê Văn Triết |           | Tháng 8 năm 1991 | 1992     | Bộ trưởng Bộ Thương mại và Du lịch |         |

### Bộ Thương mại (1992-2007)
Năm 1992, Bộ Thương mại và Du lịch đổi tên thành Bộ Thương mại
| STT                                                                     | Họ và tên         | Chân dung | Nhiệm kỳ            | Nhiệm kỳ            | Chức vụ                 | Ghi chú |
| STT                                                                     | Họ và tên         | Chân dung | Bắt đầu             | Kết thúc            | Chức vụ                 | Ghi chú |
| ----------------------------------------------------------------------- | ----------------- | --------- | ------------------- | ------------------- | ----------------------- | ------- |
| Bộ Thương mại (1992-2007)                                               |                   |           |                     |                     |                         |         |
| 1                                                                       | Lê Văn Triết      |           | 1992                | 26 tháng 9 năm 1997 | Bộ trưởng Bộ Thương mại |         |
| 2                                                                       | Trương Đình Tuyển |           | 26 tháng 9 năm 1997 | 28 tháng 1 năm 2000 | Bộ trưởng Bộ Thương mại |         |
| 3                                                                       | Vũ Khoan          |           | 28 tháng 1 năm 2000 | 8 tháng 8 năm 2002  | Bộ trưởng Bộ Thương mại |         |
| 4                                                                       | Trương Đình Tuyển |           | 10 tháng 8 năm 2002 | 1 tháng 8 năm 2007  | Bộ trưởng Bộ Thương mại |         |
| Năm 2007, Bộ Công nghiệp và Bộ Thương mại hợp nhất thành Bộ Công Thương |                   |           |                     |                     |                         |         |

## Bộ Công nghiệp sau này

### Bộ Công nghiệp (1995 - 2007)
Năm 1995, Bộ Công nghiệp nặng, Bộ Năng lượng và Bộ Công nghiệp nhẹ hợp nhất thành Bộ Công nghiệp 
| STT                                                                     | Họ và tên       | Chân dung | Nhiệm kỳ             | Nhiệm kỳ           | Chức vụ                  | Ghi chú |
| STT                                                                     | Họ và tên       | Chân dung | Bắt đầu              | Kết thúc           | Chức vụ                  | Ghi chú |
| ----------------------------------------------------------------------- | --------------- | --------- | -------------------- | ------------------ | ------------------------ | ------- |
| Bộ Công nghiệp (1995 - 2007)                                            |                 |           |                      |                    |                          |         |
| 1                                                                       | Đặng Vũ Chư     |           | 21 tháng 10 năm 1995 | Tháng 7 năm 2002   | Bộ trưởng Bộ Công nghiệp |         |
| 2                                                                       | Hoàng Trung Hải |           | Tháng 7 năm 2002     | 2 tháng 8 năm 2007 | Bộ trưởng Bộ Công nghiệp |         |
| Năm 2007, Bộ Công nghiệp và Bộ Thương mại hợp nhất thành Bộ Công Thương |                 |           |                      |                    |                          |         |

## Bộ Công thương hiện nay

### Bộ Công thương (2007 - nay)
Năm 2007 Bộ Công nghiệp và Bộ Thương mại hợp nhất thành Bộ Công Thương
| STT                         | Họ và tên        | Chân dung | Nhiệm kỳ           | Nhiệm kỳ           | Chức vụ                  | Ghi chú |
| STT                         | Họ và tên        | Chân dung | Bắt đầu            | Kết thúc           | Chức vụ                  | Ghi chú |
| --------------------------- | ---------------- | --------- | ------------------ | ------------------ | ------------------------ | --- |
| Bộ Công thương (2007 - nay) |                  |           |                    |                    |                          | |
| 1                           | Vũ Huy Hoàng     |           | 2 tháng 8 năm 2007 | 8 tháng 4 năm 2016 | Bộ trưởng Bộ Công thương | Đã bị xoá tư cách Nguyên Bộ Trưởng Bộ Công Thương vào ngày 11 tháng 7 năm 2020 vì có những sai phạm trong công tác khi còn đang nắm quyền. |
| 2                           | Trần Tuấn Anh    |           | 9 tháng 4 năm 2016 | 7 tháng 4 năm 2021 | Bộ trưởng Bộ Công thương | |
| 3                           | Nguyễn Hồng Diên |           | 8 tháng 4 năm 2021 | đương nhiệm        | Bộ trưởng Bộ Công thương | |